# Memorial Hubert Wagner 2023
Il Memorial Hubert Wagner 2023 è svolto dal 18 al 20 agosto 2023 a Cracovia, in Polonia: al torneo hanno partecipato quattro squadre nazionali e la vittoria finale è andata per la seconda volta all'Italia.

## Impianti
|                                                                     |  |  |
|                                                                     |  |  |
| Kraków Arena Città: Cracovia Capienza: 15 328 Anno d'apertura: 2014 |  |  |

## Regolamento

### Formula
La formula ha previsto un girone all'italiana.

### Criteri di classifica
Se il risultato finale è stato di 3-0 o 3-1 sono stati assegnati 3 punti alla squadra vincente e 0 a quella sconfitta, se il risultato finale è stato di 3-2 sono stati assegnati 2 punti alla squadra vincente e 1 a quella sconfitta.
L'ordine del posizionamento in classifica è stato definito in base a:
- Numero di partite vinte;
- Punti;
- Ratio dei set vinti/persi;
- Ratio dei punti realizzati/subiti;
- Risultati degli scontri diretti.

## Squadre partecipanti
| Squadra  | Qualificazione      | Ultima partecipazione       |
| -------- | ------------------- | --------------------------- |
| Francia  | Wild card           | Memorial Hubert Wagner 2018 |
| Italia   | Wild card           | Memorial Hubert Wagner 2011 |
| Polonia  | Paese organizzatore | Memorial Hubert Wagner 2022 |
| Slovenia | Wild card           | Debutto                     |

## Torneo

### Risultati
| 18 agosto 2023 Kraków Arena, Cracovia Durata: ? - Spettatori: ? | Polonia  | 0 - 3 | Slovenia | 21-25, 18-25, 21-25               |
| 18 agosto 2023 Kraków Arena, Cracovia Durata: ? - Spettatori: ? | Italia   | 3 - 0 | Francia  | 29-27, 25-21, 25-20               |
| 19 agosto 2023 Kraków Arena, Cracovia Durata: ? - Spettatori: ? | Slovenia | 3 - 2 | Italia   | 20-25, 25-19, 25-23, 21-25, 25-23 |
| 19 agosto 2023 Kraków Arena, Cracovia Durata: ? - Spettatori: ? | Polonia  | 3 - 1 | Francia  | 27-29, 25-16, 25-21, 25-20        |
| 20 agosto 2023 Kraków Arena, Cracovia Durata: ? - Spettatori: ? | Francia  | 3 - 1 | Slovenia | 16-25, 25-19, 25-22, 25-20        |
| 20 agosto 2023 Kraków Arena, Cracovia Durata: ? - Spettatori: ? | Polonia  | 1 - 3 | Italia   | 18-25, 23-25, 25-21, 17-25        |

### Classifica
| Pos. | Squadra  | Pt | G | V | P | SV | SP | Ratio | PF  | PS  | Ratio |
| ---- | -------- | -- | - | - | - | -- | -- | ----- | --- | --- | ----- |
| 1.   | Italia   | 7  | 3 | 2 | 1 | 8  | 4  | 2,000 | 290 | 267 | 1,086 |
| 2.   | Slovenia | 5  | 3 | 2 | 1 | 7  | 5  | 1,400 | 277 | 266 | 1,041 |
| 3.   | Polonia  | 3  | 3 | 1 | 2 | 4  | 7  | 0,571 | 245 | 257 | 0,953 |
| 4.   | Francia  | 3  | 3 | 1 | 2 | 4  | 7  | 0,571 | 245 | 267 | 0,917 |

## Classifica finale
| Pos | Squadra  | Rosa |
| --- | -------- | --- |
|     | Italia   | Formazione: 5 Michieletto, 6 Giannelli, 7 Balaso, 8 Sbertoli, 9 Recine, 10 Scanferla, 12 Bottolo, 14 Galassi, 15 Lavia, 16 Romanò, 18 Gironi, 19 Russo, 20 Rinaldi, 23 Bovolenta, 28 Sanguinetti, 30 Mosca, CT: De Giorgi |
|     | Slovenia | Formazione: 2 Pajenk, 3 Planinšič, 4 Kozamernik, 6 Toman, 8 Bračko, 10 Štalekar, 11 Koncilja, 13 Kovačič, 14 Štern, 16 Ropret, 17 Urnaut, 18 Čebulj, 19 Možič, 20 Mujanović, CT: Crețu                                    |
|     | Polonia  | Formazione: 3 Popiwczak, 5 Kaczmarek, 6 Kurek, 7 Kłos, 9 León, 10 Bednorz, 11 Śliwka, 12 Łomacz, 15 Kochanowski, 16 Semeniuk, 17 Zatorski, 19 Janusz, 20 Bieniek, 21 Fornal, 30 Bołądź, 72 Poręba, 99 Huber, CT: Grbić    |
| 4.  | Francia  | Formazione: 1 Chinenyeze, 2 Grebennikov, 4 Patry, 6 Toniutti, 7 Tillie, 9 N'Gapeth, 11 Brizard, 12 Boyer, 14 Le Goff, 16 Bultor, 17 Clévenot, 19 Louati, 20 Diez, 23 Carle, 25 Jouffroy, CT: Giani                        |

## Premi individuali
| Premio                | Nome                   | Squadra  |
| --------------------- | ---------------------- | -------- |
| MVP                   | Simone Giannelli       | Italia   |
| Miglior muro          | Jan Kozamernik         | Slovenia |
| Miglior palleggiatore | Simone Giannelli       | Italia   |
| Miglior schiacciatore | Rok Možič              | Slovenia |
| Miglior ricevitore    | Alessandro Michieletto | Italia   |
| Miglior libero        | Paweł Zatorski         | Polonia  |